# Lotinia
Lotinia is een monotypisch geslacht van schimmels behorend tot de familie Pyronemataceae. Het bevat alleen de soort Lotinia verna.